# Sven Vidlí vous
Svein Forkbeard, Svein Vidlí vous, někdy také Svein I. Dánský, (cca 960 – 3. únor 1014) byl králem Dánska, Anglie a části Norska. Byl vikinský vojevůdce a otec Knuta Velikého. Po smrti svého otce Haralda Modrozuba Gormssona (935–985 nebo 986) se někdy na konci roku 986 nebo začátkem roku 987 stal králem Dánska.
| „                 | ... duchem ďábelským podnícen počal kouti mnohé pikle proti otci svému, chtěje ho zbaviti trůnu pod záminkou, že jest stár a nedosti rázný, a pak úplně zničiti v Dánsku vykonané dílo na vinici Páně... | “ |
| — Helmold z Bosau | |   |

Roku 1000 se stal spolu s Erikem Hakonssonem vládcem téměř celého Norska. Po dlouhodobém dobývání a krátce před svou smrtí se roku 1013 stal i králem Anglie. Jeho otec Harald Modrozub byl prvním skandinávským králem, který přijal křesťanství, a podle historiků byl pokřtěn i Svein.

## Dobytí Anglie

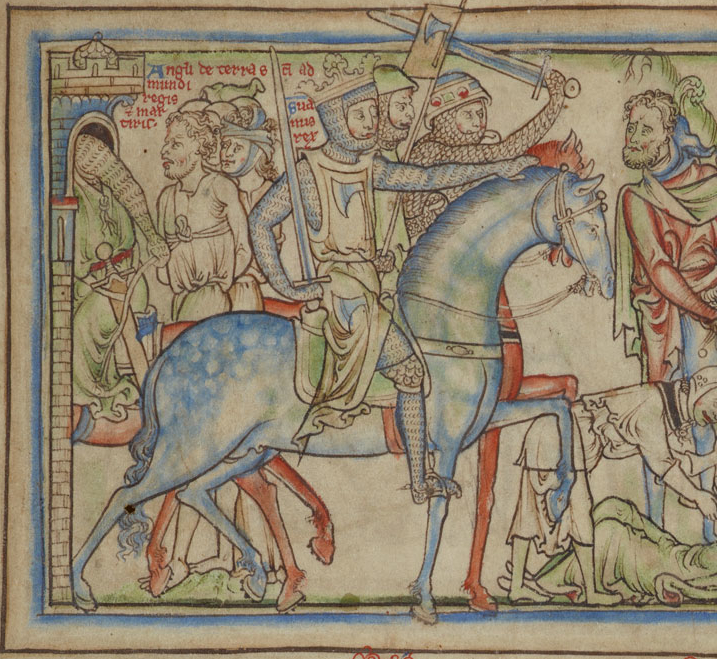

Podle kronikáře Johna Wallingforda († 1258) se Svein účastnil útoků proti Anglii v letech 1002–1005, 1006–1007 a 1009–1012, které měly pomstít masakr dánských obyvatel v Anglii z listopadu 1002 Æthelredem II. Æthelred nařídil pobít všechny Dány žijící v Anglii s výjimkou těch, kdo žili na území Danelaw. Vyvraždění dánského, tehdy již křesťanského obyvatelstva vešlo do paměti jako Masakr na den sv. Brise (St Brice’s Day massacre), který připadá na 13. listopadu. Zdá se, že v účasti na těchto taženích měl Svein i osobní zájem, protože mezi oběťmi masakru byla i jeho sestra Gunhilda. Některé prameny ale uvádí jako důvod Sveinovy účasti to, že jeho finanční situace nebyla dobrá, protože musel platit velké výkupné. Během nájezdů na Anglii získal velké finanční prostředky a roku 1013 byla jeho armáda dobře vybavena pro invazi.
Soudobá Peterboroughská kronika uvádí, že Svein se svou flotou dorazil na konci července do Kentu. Velmi rychle prošel Východní Anglií do ústí řeky Humber a podél řeky Trent až ke Gainsborough. Hrabě Uhtred a všichni šlechtici z Northumbrie, podobně jako obyvatelé království Lindsey, a později i zástupci pěti samosprávních měst Danelawu vyjádřili Sveinovi svou podporu. Každé hrabství mu předalo rukojmí. Když se ujistil, že všichni tito šlechtici a města jsou mu poddáni, nařídil, aby mu zajistili potravu a koně. S hlavní částí svých vojsk vyrazil na jih, zatímco zbytek armády zůstal pod vedením jeho syna Knuta. Poté, co překročil Watling Street, vydal se do Oxfordu jehož obyvatelé se mu podrobili. Odsud vyrazil na Winchester a dále na Londýn.
Uvádí se, že Londýňané spálili mosty přes řeku Temži, Svein utrpěl velké ztráty a musel ustoupit. Svein vyrazil na Walingford, přes Temži do Bathu, kde se zůstal nějaký čas. Zde se mu poddal hrabě (ealdorman) Æthelmær se svými lidmi. Londýn odolal dánskému útoku, ale zůstal osamocený a izolovaný od okolí. Svein byl poté, co Æthelred utekl na konci roku 1013 do Normandie, přijat jako anglický král. Londýn se mu nakonec podrobil také a Svein byl na Vánoce korunován.
Sveinovým sídlem bylo Gainsborough v Lincolnshire, odkud začal organizovat své obrovské království, ale brzy nato 3. února 1014 zde také zemřel. Jeho nabalzamované tělo bylo dopraveno do Dánska a bylo pohřbeno v chrámu v Roskilde, který tam nechal dříve postavit. Æthelred, který po svém návratu z exilu v Normandii na jaře roku 1014 pověřil obranou Anglie svého nejstaršího syna Edmunda, v bitvě u Assandunu (snad současný Ashdon nebo Ashingdon, oba v Essexu) však nebojoval. Edmund si v boji vysloužil přezdívku „Železný bok“ (Ironside), avšak těžce zraněn z bojiště odstoupil. Knut zatím v Dánsku za podpory svého bratra Haralda, který se mezitím stal dánským králem, nashromáždil flotu 200 lodí a 10 000 mužů a vrátil se do Anglie ke konci roku 1015. Edmund se později s Knutem setkal na ostrově Alney v hrabství Gloucestershire, aby Knutovi postoupil všechna území na sever od Temže. Pro Knuta to byl víceméně ponižující návrat do Danelaw (území již dříve postoupené Dánům). Pramálo na tom záleželo, neboť král Anglie o několik týdnů později podlehl zraněním a Knut, Sveinův syn, byl v Londýně dne 6. ledna 1017 korunován králem Anglie.